# Bass Pro Shops
Bass Pro Shops est une entreprise américaine de distribution de matériel de pêche, de chasse et d'activité en plein air. C'est ainsi un important vendeur d'arme à feu.

## Histoire
En octobre 2016, Bass Pro Shops annonce l'acquisition de Cabela, également une entreprise américaine sur le même segment, pour 5,5 milliards de dollars.